# Chrysidea
Chrysidea (лат.) — род ос-блестянок из подсемейства Chrysidinae (триба Chrysidini).

## Описание
Мелкие осы-блестянки, длиной от 3 до 6 мм, с изменчивой окраской от зелёной и сине-зелёной до голубой.
Голова шире высоты; основание скапуса впалое, полосатое или микроребристое, увенчано выпуклым поперечным фронтальным килем, иногда со вторым таким же верхним килем. Членик жгутика F1 длиннее F2 или F3, обычно менее чем в два раза. Щека равна или короче диаметра переднего оцеллия. Переднеспинка со слабой срединной бороздкой и в основном без сублатерального киля. Мезоплеврон с эпистернальным и скромальным бульбами, омаулусом и вертикаулусом; метанотум округлый, редко выдается назад; медиальная ячейка переднего крыла обычно со слабыми наружными жилками. Тергит T3 обычно только с двумя боковыми зубцами, иногда с одним срединным зубцом; чёрные точки второго сернита S2 овальные или круглые, обычно разделены расстоянием равным 1—2 диаметра переднего оцеллия. Генитальная капсула с крупной гонококсой, слегка вырезанной апикально, в результате чего она кажется двулопастной. Гнездовые паразиты одиночных сфекоидных ос (Trypoxylon, Pison, Sceliphron).

## Систематика
Около 30 видов. Палеарктика, Афротропика (на Мадагаскаре 13 видов), Ориентальная область.
- Chrysidea asensioi  (Mingo, 1985)
- Chrysidea disclusa  (Linsenmaier, 1959)
- Chrysidea falsa Rosa & Xu, 2015  — Индия, Китай, Малайзия, Филиппины[2][3]
- Chrysidea furiosa (Cameron, 1897)
- Chrysidea mendicalis (Cameron, 1897) 
  - =Chrysis mendicalis
- Chrysidea persica  (Radoszkowski, 1881)
- Chrysidea pumila (Klug, 1845)  — Палеарктика, Афротропика[4]
  - =Chrysis pumila
- Другие виды